# 泰國貿易經濟辦事處
泰國貿易經濟辦事處 (臺北），是泰國駐在臺灣的官方代表機構，辦事處的負責人稱「代表」。由於泰國與中華民國沒有邦交，故由辦事處實際上履行大使館的職能。台灣相應的駐泰代表機構是曼谷的駐泰國台北經濟文化辦事處。

## 外部連結
- 泰國貿易經濟辦事處(台北) （页面存档备份，存于）